# Zpráva o třetím českém hudebním obrození
Zpráva o třetím českém hudebním obrození je označována jako ideový manifest kultury undergroundu 70. let, jejímž autorem je básník Ivan Martin Jirous přezdívaný Magor. Text napsal v únoru 1975 v měšickém zahradním skleníku s myšlenkou, že Zpráva bude jednou z částí sborníku textů undergroundových spisovatelů, ale Zpráva nikdy v takovéto podobě nevznikla. Dílo Ivana M. Jirouse navazuje na tzv. druhé hudební obrození, které probíhalo v 60. letech. Hlavní tematikou je otázka umělecké svobody a žití v pravdě, které doprovází pojmy jako „osvobodit se”, nebo „establishment”. Často se odkazuje na evropské myslitele a spisovatele 18. a 19. století. Dílo nebylo určené pouze pro úzký okruh osob, kterými se zabývá. Cílem bylo rozšířit povědomí o Zprávě mezi mládeží, a získat si tak příznivce undergroundové komunity. Velký ohlas a zároveň nejvíce kritiků (např. Milan Knížák, Jan Ságl, nebo Václav Černý) měl text u intelektuálů tehdy vznikajícího paralelního polis. Text se šířil, buď samizdatově, nebo pomocí přednášek. Zpráva se dostala i do ruského exilového časopisu Kontinent, kde vyšla v ruštině. Časopis byl dlouhodobě sledován tajnou službou KGB, což i zvýšilo nátlak StB na celou undergroundovou komunitu.

## Žánr a obsah
Zprávu, díky věcnosti, informovanosti a snaze o objektivitu, lze zařadit mezi publicistický žánr. Je rozdělena do 13 kapitol a obsahuje velké množství mott.
Ivan M. Jirous ve své Zprávě o třetím českým hudebním obrození charakterizuje underground jako duchovní pozici intelektuálů a umělců, kteří se vědomě kriticky vymezují vůči světu, ve kterém žijí. Je to činnost lidí, kterou establishment nepřijímá. Tito lidé se smířili s tím, že uvnitř legality nejsou možné žádné změny a nechtějí být ani její součástí. Snaží se svým uměleckým dílem o destrukci establishmentu. Nepoužívá termín kontrakultura, ale lze tento pojem vyčíst z části knihy, kde zmiňuje oficiální první a druhou kulturu, kterou je nutné provozovat i z důvodu toho, že jde proti systému.
Ivan M. Jirous vysvětluje důvody, proč je období 70. let nazýváno třetí hudební obrození a současně informuje čtenáře, jakou dobu lze nazývat období druhého obrození. Odkazuje na výrok Karla Vojáka, který právě jako první použil termín období druhého obrození k označení rozsáhlého vzniku rockových kapel po celém Československu a převážně v Praze v průběhu 60. let. Jirous toto období hodnotí nadmíru kladně, jelikož kapely, které neměly možnost dělat muziku, kvůli nevyhovujícímu původu, nebo kvůli nedostatku hudebního vzdělání, měly možnost vystupovat. Právě velké množství kapel bylo pro rozvoj české hudby zásadním. „Kapely hrály a rozpadaly se a sdružovaly se v nové. Jak jinak se o sobě mohou dozvědět lidé spřízněných názorů a povah než tím, že si navzájem na relativně veřejném fóru předvedou to, co dovedou?”
Jirous také zároveň kritizuje systém v 70. letech, protože neposkytuje mladým lidem dostatek informací a svobody, dává tedy i tuto kritiku do souvislosti s mladými členy undergroundových hudebních skupin. „Jak mají zakládat nové životaschopné skupiny mladí lidé dneska, když nemají potřebné spontánně vznikající hudební zázemí, v němž by se mohli srovnávat, setkávat a rozcházet se podle své svobodné vůle.” Jirous považuje rok 1973 za začátek třetího hudebního obrození díky vzniku dvou zásadních undergroundových hudebních skupin DG 307 a Sen noci svatojánské band, zároveň píše, že se začaly pořádat akce, kde vystupovaly kapely různých hudebních žánrů. Čím dál tím více bylo důležitější, co hudební skupiny s odlišnou hudební ideologií spojuje s bojem proti kulturní politice establishmentu.
Rozebírá hudební skupinu The Primitives Group, se kterou přišel „fenomén undergroundu– i když zatím nikoli vědomě, ale v rovině pocitové.”' Skupina také poskytla českému publiku hudbu americké undergroundové scény (např. Jimi Hendrix, Grateful Dead, The Doors, The Fugs, The Mothers of Intention Franka Zappy), což pro budoucí českou scénu bylo zásadní, jestliže chtěla být na úrovni světové hudební scény. Jirous vnímá The Primitives Group ne jako zprostředkovatele undergroundového hnutí „vytvářející stranou zavedené společnosti vlastní svébytný svět s jiným vnitřním nábojem, jinou estetikou a v důsledku toho i jinou etiku”, ale spíše zprostředkovatele současné hudby psychedelic sound.
Jirous píše rozsáhle o hudební kapele The Plastic People of the Universe, o jejím vzniku v roce 1968 a o změnách, které skupina s sebou přinesla. The Plastic People of the Universe chápali underground „mytologicky, jako svět odlišné mentality”, který se odlišuje od myšlení lidí, kteří žijí v sevření establishmentu. Vyzdvihuje také spojitosti mezi skupinami The Plastic People of the Universe a The Primitives Group, ať stylem vystupování, nebo uváděním zahraniční hudby na českou hudební scénu (např. skupina The Velvet Underground). Jirous mluví o tom, že tzv. mytologický underground se přeměnil na underground vnímaný jako kulturně sociologický a vrací se tak do 60. let, jak ho vnímali Sanders, Ginsberg, Nuttall a Leary. Co se týče hudební experimentální tvorby druhého období skupiny The Plastic People of the Universe, která se projevovala zhudebněním básní, Jirous vyzdvihuje básně Williama Blakea, Edmunda Spensera, nebo Jiřího Koláře, ale především tvorbu Egona Bondyho. 
Zpráva popisuje, jak establishment v době normalizace v 70. letech potlačoval hnutí undergroundu, např. skladby a názvy kapel nesměly mít ve svém názvu angličtinu. Na rozdíl od některých rockových skupin se The plastic people of the Universe nehodlala podřídit establishmentu, i přes skutečnost, že jim bylo jako skupině zakázáno hrát. Díky své činnosti a vůbec své existenci hudební skupina ukázala společnosti, že underground není nový „hudební směr, ale životní a duchovní postoj.”
„Jakmile položí ďábel (který dnes mluví ústy establishmentu) první podmínku, přistřihněte si vlasy, jenom tak trošku, a budete moci hrát, je třeba říci ne. Jakmile ďábel (který dnes mluví ústy establishmentu) řekne – změňte si název a budete moci hrát dál to, co hrajete, je třeba říci – ne, nebudeme tedy hrát. Není v moci establishmentu zabránit hrát těm, kteří se zřekli všech výhod, které plynou z pozice profesionálního hudebníka. Establishment může přiskřípnout jenom toho, kdo se chce mít lépe než druzí. Na toho, kdo chce líp žít, ne ve smyslu hmotného zabezpečení, ale ve smyslu hledání a sledování pravdy, má establishment malé drápky.”